# 대구광역시의 시외버스

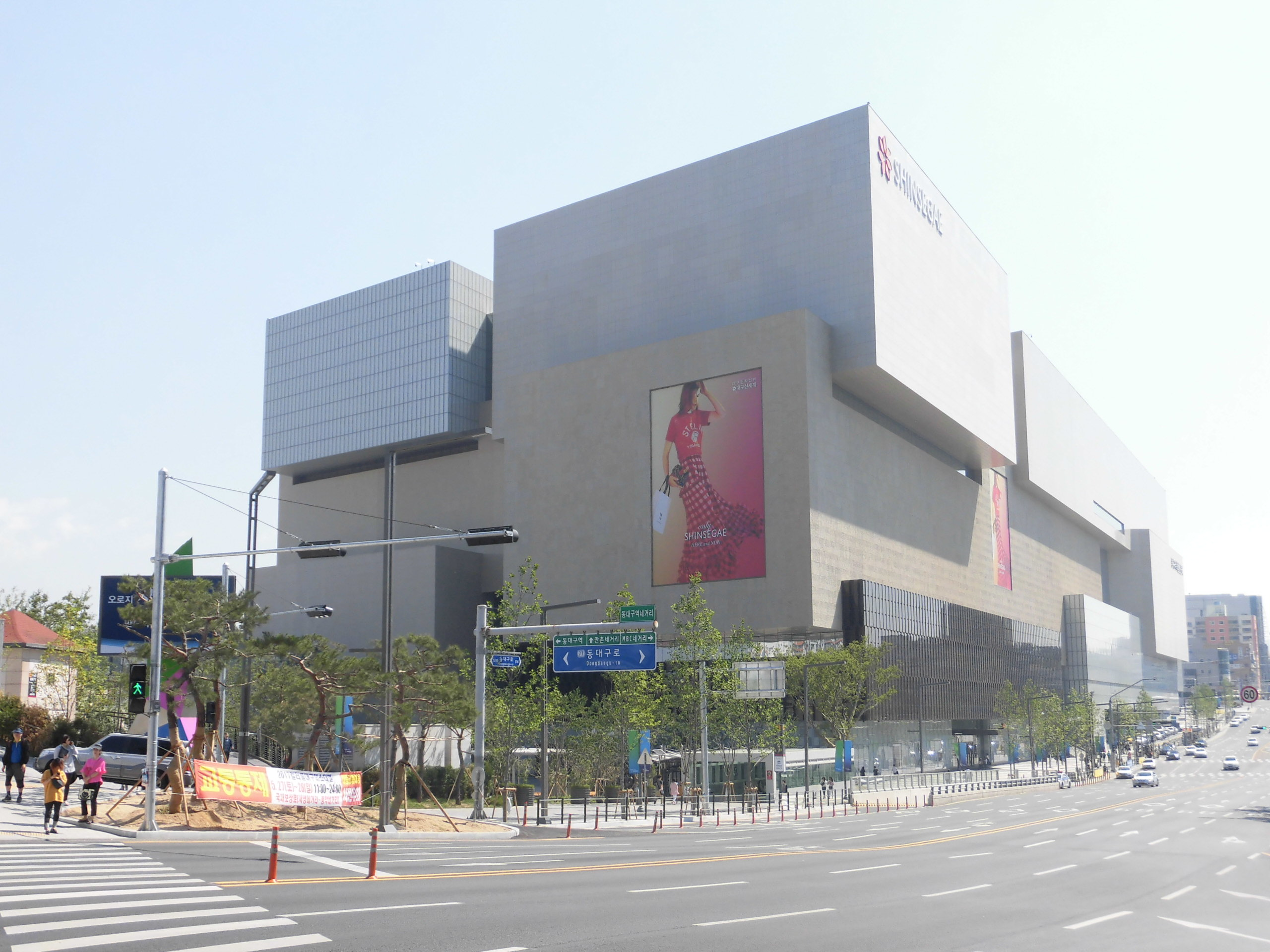
동대구복합환승센터의 전경

대구광역시를 경유하거나 대구광역시에서 출발·도착하는 시외버스 및 고속버스는 대한민국의 주요 도시를 연결하고 있다. 시외버스터미널로는 북부시외버스터미널, 서부시외버스터미널, 현풍시외버스터미널이 있고, 고속버스 터미널로는 서대구고속버스터미널이 있다. 주 관문 터미널인 동대구복합환승센터는 옛 동대구고속버스터미널과 동부정류장, 남부정류장을 통합하여 신축 및 이전한 종합 버스 터미널이다.

## 서대구고속버스터미널
대구광역시 북구 팔달로 103(노원동3가 685) 만평네거리에 있으며, 1982년 10월에 개장하였다. 개장 당시 경부고속도로 구 서대구IC가 터미널 인근 팔달교에 있었기 때문에 터미널 명칭이 서대구고속버스터미널로 지어졌다. 북부정류장과 900m 거리로 비교적 가깝다.
동대구복합환승센터에서 출발하는 고속버스 노선들 중 서대구 나들목 및 칠곡 나들목, 남대구 나들목으로 향하는 노선들의 중간 승·하차장이기 때문에, 이 터미널에서 출발하는 노선은 없다. 서대구터미널 혹은 서대구고속터미널이라고 부르기도 한다. 서대구고속버스터미널의 고속버스 티켓에는 (주)한진서대구사업소로 나왔지만, 한진그룹이 자산매각하는 과정에서 코리아와이드에 넘겨주게 되어 코리아와이드터미널로 표기된다. 출발 후 곧바로 동대구 분기점으로 향하는 노선인 경주, 울산, 부산행을 제외한 나머지 노선들이 정차한다. 서대구고속버스터미널 간판이 있는 진입로에는 출발하는 버스들만 진입하고 하차하는 버스들은 터미널 입구 정면 보도의 간이 하차장에서 하차한다. 고속버스 전산망의 규칙에 따라 서대구고속버스터미널에서 구입한 표를 동대구복합환승센터에서 환불 및 교환하거나 그러한 승차권으로 상호 터미널에서 승차할 수 없으며, 그 반대의 경우도 마찬가지다. 서대구고속버스터미널은 동대구복합환승센터 기준 출발 시간으로 터미널의 시간표에 명기하고 있기 때문에 터미널로 갈 때 감안해야 한다.(15~20분 소요) 고속버스 운행 관련 법에 따라 서대구에서 동대구로 혹은 동대구에서 서대구로는 승객을 받지 않는다. 고속버스가 출발하고 시내 구간을 벗어나는 구간은 서대구 나들목 혹은 칠곡 나들목(춘천행)으로 진출한다. 고속도로를 이용한 고속버스가 대구에 도착할 때에도 남대구 나들목(광주 방향) 또는 서대구 나들목(서울 방향)으로 내려서 도시고속도로와 신천대로 혹은 평리네거리를 경유하여 서대구고속버스터미널에 정차한 후, 다시 신천대로를 경유하여 동대구고속버스터미널로 향한다. 따라서 승객들은 선택적으로 하차할 수 있다. 대신 E-Pass 모니터에 동대구와 서대구 하차 현황이 나오기 때문에 발권시 이야기해야 한다. 인터넷 예약은 서대구 승차분이 우등 5석, 일반 8석에 한해서만 예약이 되었으나, 현재는 인터넷으로 서대구를 선택해도 전 좌석 예약이 가능하다.
하차장 바로 앞에 대구 도시철도 3호선 만평역이 있다.
서대구고속버스터미널에서 중간 승하차하는 노선은 아래와 같다.
| 방면        | 행선지                               |
| ----------- | ------------------------------------ |
| 수도권 방면 | 서울경부, 동서울, 성남, 의정부, 인천 |
| 강원권 방면 | 춘천                                 |
| 충청권 방면 | 대전, 청주                           |
| 호남권 방면 | 광주광역시, 순천, 전주               |
| 영남권 방면 | 내서, 마산, 선산휴게소, 진주, 진해   |

## 북부시외버스터미널

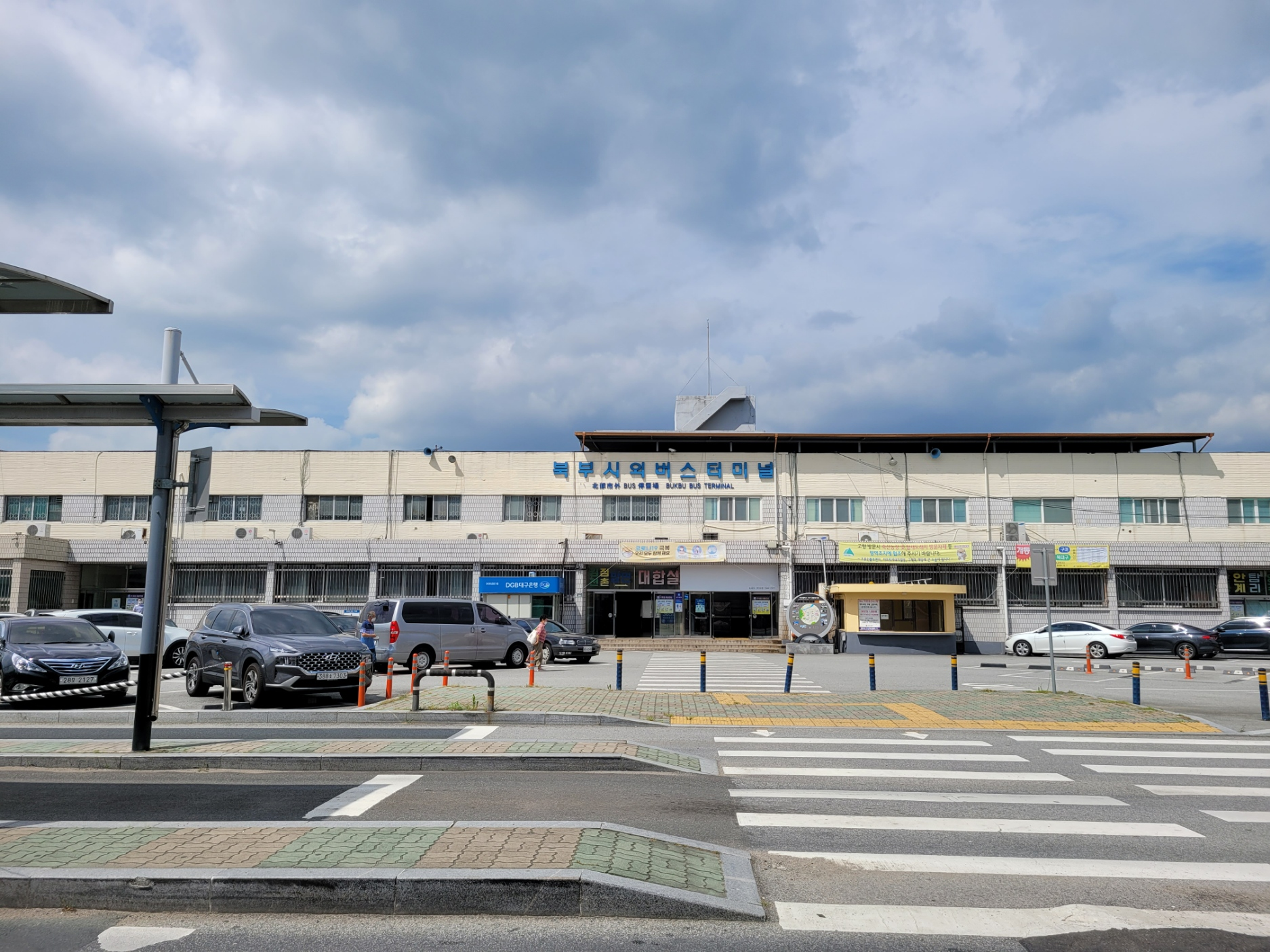
대구북부시외버스터미널

대구광역시 서구 서대구로 295(비산7동 1856-3)에 있으며, 1975년 1월에 개장하였다. 코리아와이드 계열의 본사도 이 곳에 있다.
대구광역시의 시외버스 터미널 중 제일 규모가 크지만, 터미널 바로 앞으로는 도시철도가 없다. 도시철도는 서대구고속버스터미널 바로 앞에 있는 만평역과 연계된다.
예전에는 서구 원대동(원대주차장(혹은 원대정류장)으로 불렸음. 비산동 1025-6{현.동아리공원 자리})에 있었다가 현재의 자리로 옮겨 왔고, 북부정류장 혹은 북부주차장으로 더 잘 알려져 있다.(건물에는 '북부시외버스터미널'이라고 언급) 대구시내버스안내방송에도 북부정류장이라고 안내멘트로 알려준다. 대구시내버스 서구1(-1)번, 234번, 309번, 323(-1)번, 356번, 724번, 726번, 730번, 순환3(-1)번, 성서3번(팔달시장 방면)차량, 경일교통에서 운행하는 0번, 250번의 기점&종점/경유지도 겸하고 있다. 북부시외버스터미널 내의 시내버스 승강장은 3면 3선식의 환승센터 형태로 설치되어 있으며, 그 중 터미널 출입구 정면으로 마주보고 있는 1면 1선이 309번 전용 승강장이었지만 , 309번이 방천리공영차고지로 이전하면서 , 경일교통에서 운행하는 칠곡, 성주 소속 농어촌 250번, 200번, 300번이 사용하게 된다. 반고개 간이승강장(성주행만 정차)이 있었으나 교통카드로도 0번, 250번 요금을 낼 수 있어서 반고개 간이승강장은 영업을 중단했다. 칠곡IC 인근에 있는 북구 태전동 칠곡대백맨션 건너 시내버스 정류장은 북부정류장 종착 시외버스들의 중간 하차장도 겸하고 있으므로, 이용에 참고한다.(정류장에 스티킹되어 있다) 시외버스가 출발하고 시내 구간을 벗어나는 구간은 평리네거리를 통하여 서대구IC로 진출하거나, 왜관 방면의 경우 매천로, 태전간이정류장을 통하여 국도 제4호선으로 진출한다.
강원도방면 노선들(강릉, 양양, 속초, 원주, 횡성, 홍천, 태백, 춘천)이 대구에서 제일 많은 터미널이어서, 강원도에서 복무하는 군인들이 많이 찾는 터미널이다. 주로 경상북도 북부 지역, 충청북도, 강원도 등지를 연결하며, 예전에는 인천, 경기, 충남방면 노선도 있었다. 부산방면도 있지만, 다른 노선의 중간 경유지로 북부정류장에 들어오기 때문에 부산방면은 동대구복합환승센터에서 이용하는 것이 좋다.
그러나 2019년 7~8월 사이에 경기방면 노선들이 대거 감축됐다. 여주·이천·경기광주·하남행 노선은 2019년 8월에 동대구복합환승센터로 기종점을 이전했다. 부천착발(고양/인천 일부 연장) 안산/수원/오산경유 노선은 서부정류장으로 이전하고 구미 중간 경유가 추가됐으며, 기종점을 인천으로 통합하고 기존 착발지인 부천행 및 일부 연장 운행한 고양행은 완전히 폐지됐다. 이에 따라 부천/고양방면은 폐지되기 전부터 운행 중인 동대구 - 구미 - 부천 - 고양 노선으로 사실상 대체됐다. 수원과 안산행 역시 동대구에 별도의 무정차 노선이 있으며, 인천방면은 서부정류장으로 이전한 현재 인천 - 서부정류장 전 구간을 발권할 수 없기 때문에 동대구 - 인천 고속버스를 이용해야 한다. 따라서 이 곳에서 출발하는 수도권 노선은 인천국제공항 노선밖에 없다.
| 방면        | 행선지 |
| ----------- | --- |
| 수도권 방면 | 인천국제공항 |
| 강원권 방면 | 강릉, 낙산, 속초, 양양, 원주, 춘천, 태백, 횡성, 홍천 |
| 충청권 방면 | 구인사, 단양, 수안보, 연풍, 충주 |
| 영남권 방면 | 경북도청, 경주, 구미(구미공단매표소, 구미주공/복지매표소 경유) 군위, 김천, 다인, 도리원, 문경, 봉화, 부산, 비안, 산동, 상주, 선산, 성주, 수비, 안계, 안동, 약목, 영양, 영주, 예천, 옥산, 왜관, 우보, 월항, 의성, 장천, 점촌, 지보, 진보, 천평, 청리, 청송, 춘양, 칠곡, 탑리, 포항, 풍양, 해평 |

## 서부시외버스터미널

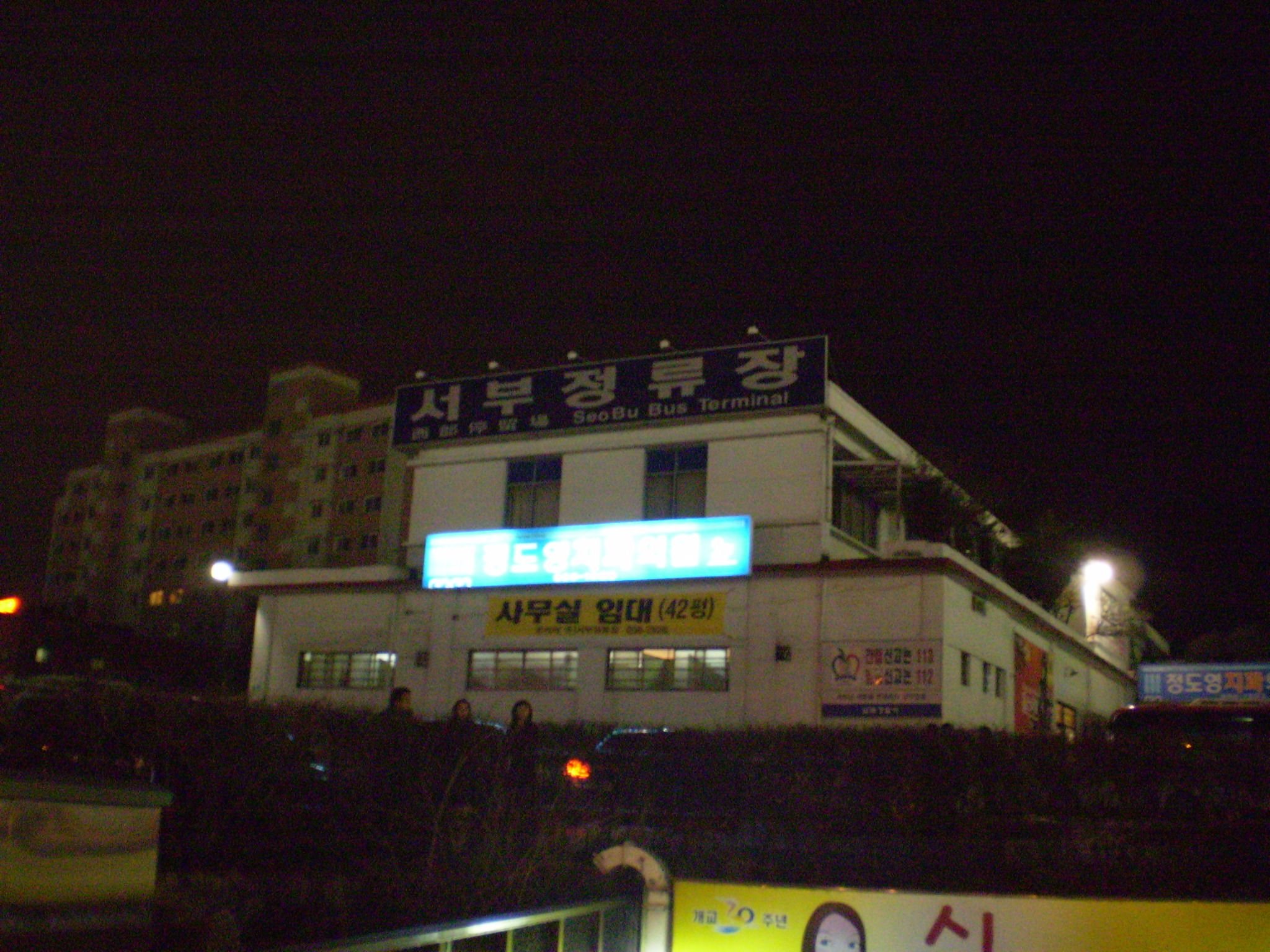
서부정류장의 모습

대구광역시 남구 월배로 496(대명11동 1135)에 있으며, 1974년 9월에 개장하였다. 서부정류장으로 더 잘 알려져 있다.(건물에도 서부정류장이라고 언급). 성당네거리에 있기 때문에 성당주차장으로도 불렸다. 대구의 시외버스 터미널 중 가장 먼저 개장하였으며, 규모는 북부정류장 다음으로 크다. 대구 도시철도 1호선 서부정류장역 3번 출구 앞에 있다. 시외버스가 출발하고 시내를 벗어나는 구간은 대명로나 구마로를 통하여 남대구 나들목으로 진출한다. 경상남도 울산 전라북도, 전라남도 등 일대를 주로 운행하지만, 최근에는 수도권 일부 및 강원도 노선과 인천국제공항 리무진버스도 추가됐다. 천일여객이 운영한다.
| 방면        | 행선지 |
| ----------- | --- |
| 수도권 방면 | 문산, 인천국제공항, 수원, 오산, 안산 |
| 강원권 방면 | 원주, 횡성, 홍천, 춘천 |
| 충청권 방면 | 남청주, 청주 |
| 호남권 방면 | 광양, 광주, 구례, 군산, 나주, 남원, 담양, 동광양, 순창, 순천, 익산, 여수, 여천, 인월, 장계, 적성, 전주, 진안, 김제, 부안, |
| 영남권 방면 | 가야, 가조, 거창, 경주, 계정, 고령, 고성, 구미, 구미공단, 구미복지, 구사, 구지, 권빈, 귀원, 김해, 남은동, 남지, 내동, 대견, 대동, 대암, 대양, 대의, 등대, 박곡, 마두, 마산, 마산남부, 모전, 모정, 모지, 묘산, 무솔, 배둔, 부곡, 부산서부, 분기, 사양, 사천, 삼가, 삼천포, 상주, 서상, 성산, 성주, 세간, 송계, 수다, 수륜, 수승대, 신곡, 신반, 신복, 신봉산, 신원, 신촌, 십이리, 쌍백, 쌍책, 안간, 안동, 안림, 안의, 야로, 야산, 양정, 양지, 영산, 영주, 왕산, 용덕, 울산, 월산, 위천, 윤동, 율곡, 의령, 이방, 적교, 적중, 중교, 지랫재, 진동진주, 차천, 창녕, 창원, 창원역, 창천, 초계, 통영, 포항, 하신, 한정, 함양, 합가, 합천, 해인사, 현풍, 화암1리, 화암2리 |

## 현풍공영버스정류장
- 대구광역시 달성군 현풍읍 비슬로136길 15-67(성하리 459) 현풍 신길의 현풍중고교 건너편에 있다. 현 터미널은 2023년 9월 1일부터 영업하고 있으며, 운영 주체는 달성군 시설관리공단이다.
- 현풍 구 터미널이 현풍 구길(현풍중앙로)에 있었던 것과 달리, 현풍 신 터미널은 현풍 신길(비슬로)에 있다.
- 현 터미널 근처로는 급행4번, 달성4번, 655번이 운행 중이다. 달성4번과 655번이 터미널 바로 앞인 현풍중고교 정류장에 정차하며, 급행4번은 현풍중고교를 무정차 통과하기 때문에 달성우체국(현풍백년도깨비시장)에서 승하차해야 한다.
- 급행4번과 655번은 현 터미널이 있는 현풍 신길에서 유가읍(테크노폴리스)으로 직진하기 때문에, 구 터미널을 경유하지 않는다. 달성4번은 편도운행하기 때문에 신 터미널(신길)을 지나간 후 구 터미널(구길)로 들어간다.

| 방면        | 행선지                                                                 |
| ----------- | ---------------------------------------------------------------------- |
| 수도권 방면 | 서울남부, 동서울                                                       |
| 영남권 방면 | 거창, 고령, 구지, 마산, 부산서부, 서대구, 신반, 의령, 이방, 진주, 창녕 |

## 과거 운영되었던 터미널
동대구복합환승센터의 개장에 따라 2016년 12월 11일을 기해 3개 터미널이 폐쇄되고 운행 노선 등은 동대구복합환승센터로 승계되었으며, 남부정류장착발 일부 노선들은 경산 및 가창면 용계리로 단축됐다.
2023년 9월 1일에는 현풍시외버스터미널이 폐쇄됐다.

### 동대구고속버스터미널
대구광역시 동구 동부로 149(신천4동)에 있었으며, 1972년 5월 한진고속에서 서울 및 인천·성남 방면의 터미널을 개장한 이후 동양고속, 금호고속, 중앙고속 등이 터미널을 설치하여 2016년까지 운영했다. 한진고속이 2006년 동양고속에 넘어간 후에도, 서울/성남/인천방면은 한진그룹에서 운영하다가 코리아와이드에 운영권을 넘겼다. 1974년 2월 금호고속, 1976년 6월 중앙고속, 1982년 9월 동양고속 순서로 터미널을 개장하였다. 따라서 폐쇄 당시까지 단독 건물로 구성되어 있지 아니하고, 동대구복합환승센터의 개장 이전까지 이들 지역을 묶어서 고속버스터미널 혹은 동대구고속버스터미널, 짧게 고속터미널로도 불렀다. 탑승 장소는 각 고속버스 회사 건물별로 나뉘어 있으나, 행선지별로 구별되어 있다. 각 터미널은 고속버스 전산망상의 터미널 코드가 달라 이용객의 불편이 있었다.
2014년 1월 22일부터 동대구복합환승센터 개발 사업에 따라 복합환승센터/대구신세계 건설지로 확정된 대구금호/천일터미널에서 출발하던 노선이 나머지 3곳의 터미널로 먼저 이전했으며, 노선 이전을 완료한 후 금호/천일 터미널이 박차장으로만 이용해 오다가 철거에 들어갔다. 이에 따라 광주행은 대구중앙, 청주행 및 울산행은 대구한진, 나머지 의정부, 경주, 목포, 순천행은 대구동양터미널로 이전했다. 금호/천일 터미널의 철거를 시작으로 주변을 정비한 후, 이 일대에 동대구복합환승센터 및 대구신세계가 신축됐다.
2019년에 대구한진 터미널이 완전히 철거됐으며, 대구동양 터미널도 2019년 말에 매각이 완료된 후 철거됐다. 개발이 확정되기 전까지 한동안 타 사업자에 임대했던 대구중앙터미널 역시 2020년 말에 철거하며 옛 고속터미널 건물들은 모두 철거됐다. 옛 대구중앙터미널 부지 옆에는 영천과 대구를 오고가는 영천교통의 시내버스 대기구역이 생겼으며, 신천동 경북아파트 정류장 대신 옛 대구중앙 옆에서 대기한다.
2016년 운영 당시의 터미널 코드 및 출발 노선은 다음과 같다.
2016년 12월 12일부터 모든 노선이 동대구복합환승센터로 이전하여 운영 중이며, 고속버스 터미널 코드는 대구한진이 이용해 온 801번으로 통합됐다.
| 터미널         | 행선지 |
| -------------- | --- |
| 대구동양 (802) | 건천, 경주, 구미, 구미공단, 구미주공, 내남, 내서, 대전, 마산, 목포, 부산 대창, 석계, 선산휴게소, 순천, 양산, 언양, 영천, 의정부, 인보, 전주, 진량, 진해, 통도사                                                                  |
| 대구한진 (801) | 서울경부, 동서울, 인천, 성남, 인천국제공항(구미, 김천, 상주, 김포공항 경유), 김해국제공항, 천안(구미 경유), 안산(구미 경유), 고양(부천, 구미 경유), 평택(세종시, 구미 경유), 울산(신복 경유), 청주(청주 나들목 경유), 선산휴게소 |
| 대구중앙 (804) | 수원(구미 경유), 용인(신갈 경유), 진주(개양 경유), 춘천, 안동, 영주, 제천, 광주광역시 |

### 동부시외버스터미널
대구광역시 동구 화랑로19길 60(신천4동 481-1) 효신네거리에 있으며, 1975년 1월에 개장하였다가 2016년 12월 11일을 마지막으로 영업을 중단하고 폐쇄했다. 동부정류장으로 더 잘 알려져 있다. 출발하는 노선들은 화랑교에서 동대구 나들목으로 진입하기 전에 강변동서마을아파트(앞) 시내버스 정류장 옆에 있는 용계시외버스정류장에서 중간 승·하차했다. 시외버스가 출발하고 시내 구간을 벗어나는 구간은 화랑로, 용계동 간이 매표소를 통하여 동대구 나들목 또는 국도 제4호선으로 진출한다. 주로 경상북도 포항시, 울산광역시, 강원도 등 동해안권 지역을 주로 연결하였다.
이 터미널에서 운행을 종료하는 노선들은 터미널로 들어오기 전에 신천4동 경북아파트 시내버스 정류장에서 중간 하차했다. 단, 해운대 노선은 북부정류장 구간이 단축되기 전까지는 터미널 차량 출입구 옆에 있는 HD현대오일뱅크 주유소 건너편에서 중간 하차한 후 북부정류장으로 갔으며, 동대구복합환승센터가 개장하고 얼마 후 동대구로 단축됐기 때문에 경북아파트에서 중간 하차한 적이 없다.
시외버스의 중간 하차장 중 하나였던 신천4동 경북아파트 시내버스 정류장은 시외버스뿐만 아니라 대구에 들어오는 영천시 시내버스 노선인 55번과 555번의 중간 대기장소로도 이용했다. 동부정류장의 폐쇄로 자연히 용도폐기된 신천4동 경북아파트 정류장의 중간 하차가 폐지된 후에는 영천 55번/555번이 신천동 경북아파트 정류장 대신 옛 대구중앙 터미널 부지 옆에서 잠시 대기하다가 운행을 재개하며, 이 곳에 별도의 시내버스 대기용 구역을 만들었다.
동부시외버스터미널은 과거 대구 시내버스의 종점 중 하나였지만 구간 연장으로 인해 종점이 시지나 경산으로 이전되어 폐쇄될 때까지 시외버스 전용으로 사용되었으며, 2006년 시내버스 개편 후에는 폐쇄될 때까지 구내에 순환2번만 들어왔다. 터미널 폐쇄 후에는 자연히 순환2번도 효신네거리에서 우회전하는 것으로 변경됐다.
동대구복합환승센터로 노선들이 모두 이전한 후에는 주차장 및 일부 시외버스 차량들의 주박지로 이용해 오다가, 운행차량 출입구 옆에 있었던 HD현대오일뱅크 주유소의 영업 종료를 시작으로 2021년에 완전히 철거됐다. 옛 동부정류장 자리에는 태영데시앙 아파트와 신천119안전센터가 건설 중이며, 신천119안전센터는 현재 동대구역네거리에 있는 동부소방서 구내에서 이전해 올 예정이다.
운영 당시의 행선지는 다음과 같다.
| 방면        | 행선지 |
| ----------- | --- |
| 강원권 방면 | 간성, 강릉, 낙산, 대진, 동해, 삼척, 속초, 호산 |
| 충청권 방면 | 기지시, 당진, 서산 |
| 영남권 방면 | 강구, 거제(고현), 경주, 건천, 도평, 방어진, 불국사, 부남, 송라, 신녕, 신복, 안강, 안덕, 영덕, 영천, 영해, 온정, 울산, 울진, 주왕산, 죽변, 진보, 청송, 평해, 포항, 해운대, 후포 |

### 남부시외버스터미널
대구광역시 수성구 달구벌대로 2599(만촌2동 1041-1) 만촌네거리에 있었다. 1975년 1월에 개장하여 2016년 12월 11일을 마지막으로 폐쇄됐다. 남부정류장으로 더 잘 알려졌으나, 건물에는 시외버스남부공동정류장이라는 팻말이 달렸다. 폐쇄 전까지 대구광역시의 시외버스 터미널 중 규모가 제일 작았다. 도시철도 2호선 만촌역 4번 출구 건너편에 있었으며, 터미널 앞에 출구가 없어서 만촌역을 이용하려면 한 번 더 횡단보도를 건너가야 했다. 터미널 북쪽에는 만촌2동행정복지센터가 있다. 시외버스가 출발하고 시내구간을 벗어나는 구간은 달구벌대로를 통하여 국도 제25호선으로 진출했다. 주로 경산, 밀양, 언양 등 경상도권 지역을 주로 연결하며, 청도버스의 농어촌버스 외에는 경산버스의 시외노선들이 대다수였다.
동대구복합환승센터의 개장 후 대부분의 노선들이 경산으로 단축됐으며, 정대리 경유 풍각행 노선은 가창면 용계리로 단축됐다. 청도버스의 0번과 경산버스의 울산(시외)/언양행 완행노선만 남부정류장에서 동대구복합환승센터로 이전했다. 또한 동대구터미널 이전 후 경산버스의 시외버스 노선은 만촌네거리 대신 고모로를 통해 나가는 것으로 변경됐다.
철거된 후 이 자리에는 태왕리더스 아파트가 신축 중이며, 터미널이 영업했을 당시 터미널 바로 앞에 없었던 만촌역 출구도 추가될 예정이다.
터미널 운영 당시의 노선은 다음과 같다.
| 방면        | 행선지                                                                               |
| ----------- | ------------------------------------------------------------------------------------ |
| 영남권 방면 | 정대리, 경산, 자인, 청도, 운문사, 풍각, 이서, 금천, 운문, 대천리, 삼계리, 밀양, 언양 |

### 현풍시외버스터미널
대구광역시 달성군 현풍읍 현풍중앙로 129-12(성하리 404-2)에 있었던 터미널로, 현풍터미널이라 부르기도 했다. 현재의 현풍공영버스정류장과 달리 현풍 구길에 있었다.
구지(달성3번, 달성7번)와 유가(달성5번, 달성6번, 600번 주말휴일노선)방면 노선의 기점/경유지이기도 해서 사실상 시내버스 환승센터 역할도 겸했다. 시내버스를 탈 때에는 교통카드를 쓰지 못하게 하여 터미널에서 별도의 승차권을 사서 이용하였으나, 시내버스용 승차권을 폐지하여 교통카드 이용이 가능했다.
승차장은 시외버스용과 시내버스용 홈을 구분해서 운영했다. 구지(달성3번, 달성7번)와 유가(달성5번, 달성6번, 600번 주말휴일노선)방면 노선들은 출발 홈에 각 방면 행선지(응암, 예현, 도동 등)가 적혀 있는 홈에서 승·하차한다. 600번 본선과 달성4번은 구 터미널 바깥의 가변 정류장에서 승하차하며, 달성4번은 현풍 신길의 현풍공영버스정류장에 정차 후 현풍 구 터미널로 들어온다.
경영난으로 2016년부터 폐업설이 들렸으며, 2023년 8월 31일을 마지막으로 터미널 영업을 종료하고 시내버스 회차지로만 이용하고 있다.  폐쇄 후 시내버스 도로변 정류장명은 현풍시외버스터미널에서 달성군민체육관으로 변경됐다.

## 사진

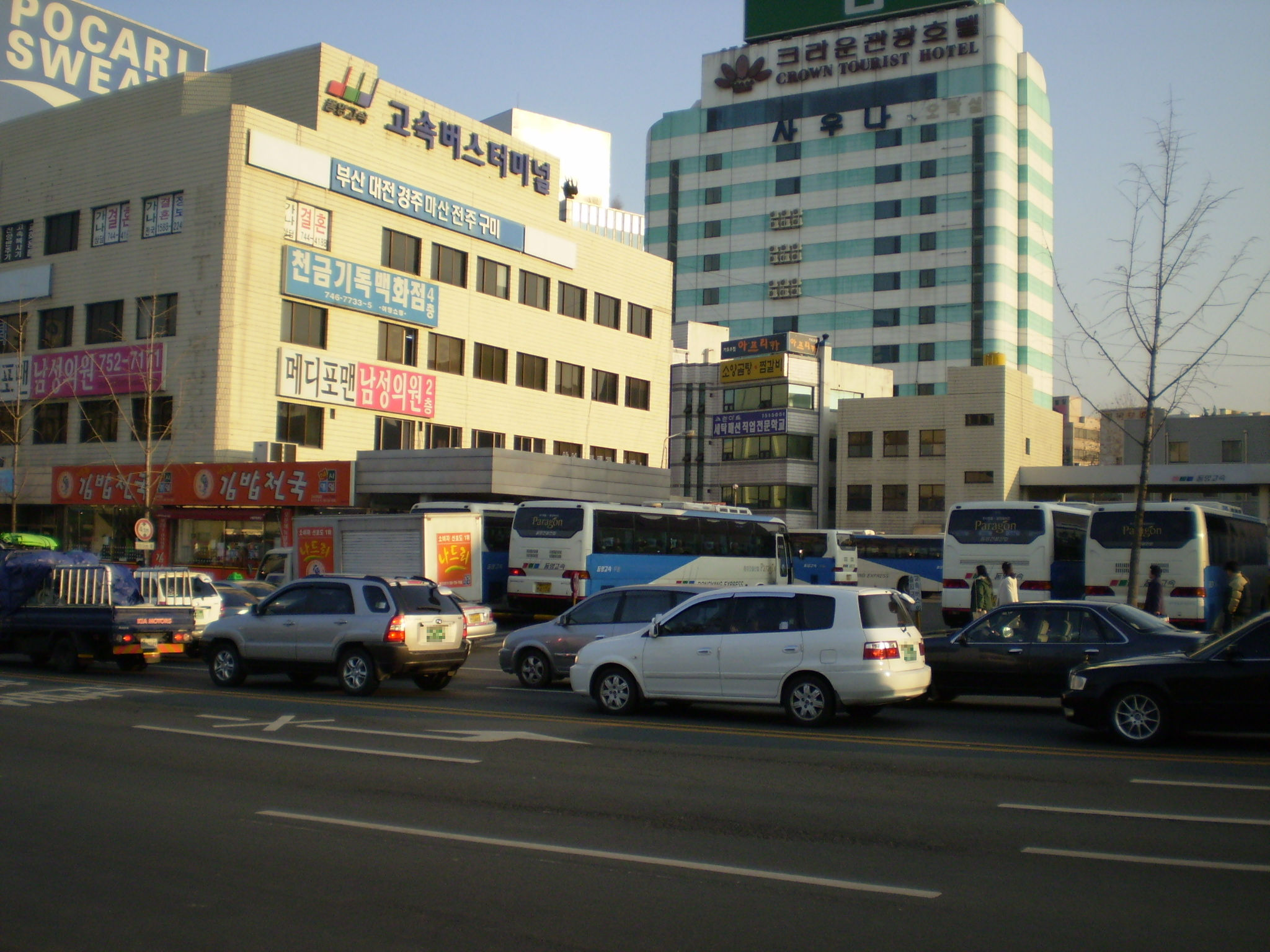
대구고속버스터미널 (동양)
대구고속버스터미널 (동양)
대구고속버스터미널 (금호)
대구고속버스터미널 (한진)
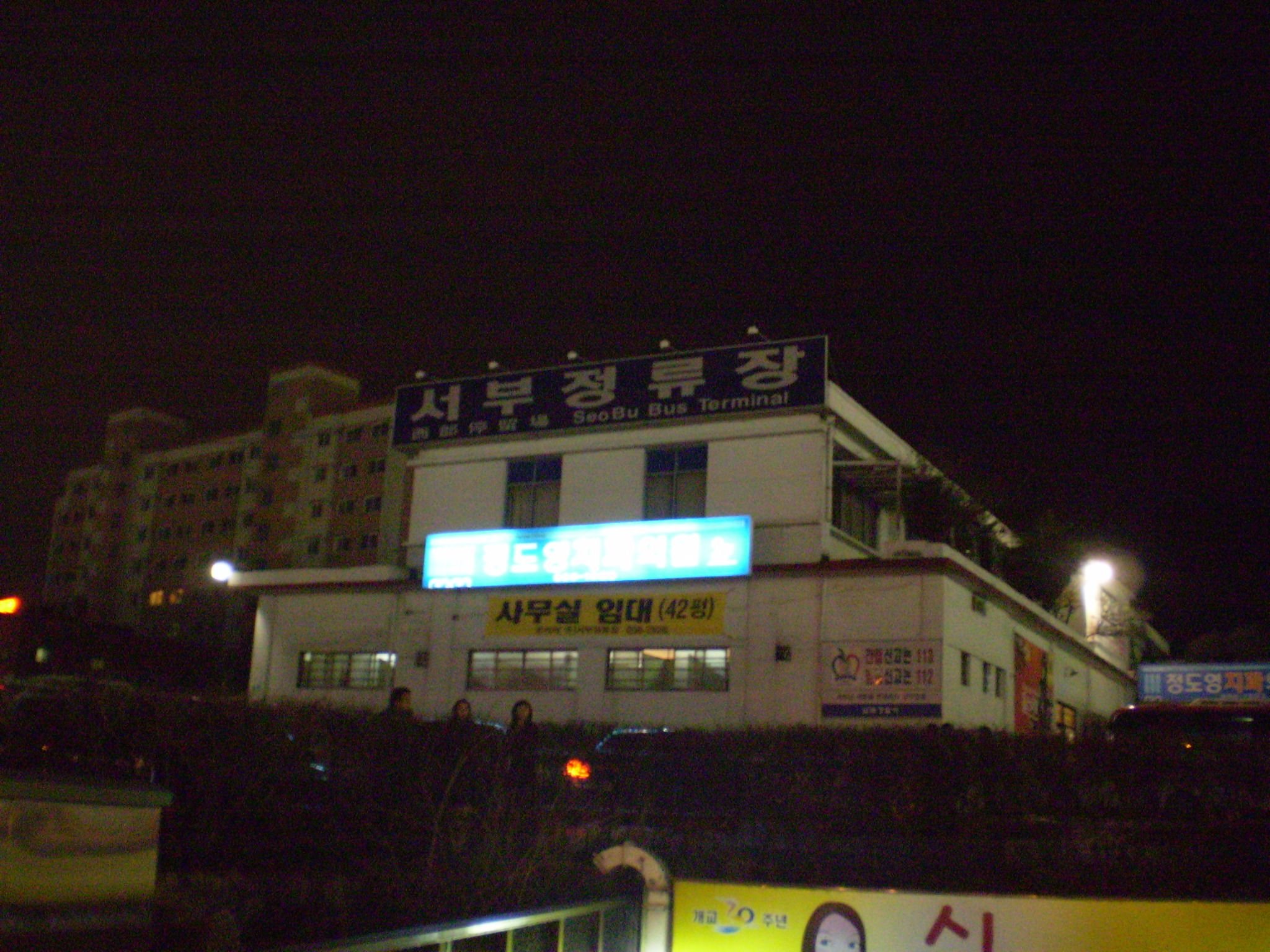
서부정류장